# James Ford (cầu thủ bóng đá)
James Ford (sinh ngày 23 tháng 10 năm 1981) là một cầu thủ bóng đá người Anh thi đấu ở Football League cho Bournemouth và gần đây nhất thi đấu cho Winchester City.
Sau khi giải nghệ, Ford trở thành quản lý phát triển kinh doanh tại Southampton.